# Antonio Bienvenida
Antonio Mejías Jiménez, más conocido como Antonio Bienvenida (Caracas, Venezuela; 25 de junio de 1922 - Madrid; 7 de octubre de 1975) fue un torero español de origen venezolano, perteneciente a la dinastía torera de los Bienvenida. Salió once veces por la puerta grande de Las Ventas, siendo una de las figuras más importantes de los años 50.
La dinastía Bienvenida ha sido una de las más gloriosas de la historia. Fue fundada por don Manuel Mejías Rapela, apodado «El Papa Negro», como se decía del general de los jesuitas, en oposición al jefe de la iglesia taurina, Bombita.

## Biografía
Debido a la profesión torera de su padre, el torero Manuel Mejías Rapela, nació en Caracas. Poco después su familia se trasladó a Sevilla, de donde era su madre y donde Antonio fue bautizado. Más tarde, la familia se trasladó a Madrid. Lidió su primer becerro a los cinco años y empezó a actuar como becerrista en 1936, presentándose en la plaza de Madrid el 3 de agosto de 1939 para estoquear novillos de Terrones. En 1941 salió triunfador cuatro de las cinco tardes que actuó en la plaza de Sevilla. El 18 de septiembre de ese mismo año se consagró en la plaza de Las Ventas, alternando con Joselito de la Cal y Rafael Ortega. Su faena con el novillo Naranjito, de Antonio Pérez, pasaría a la historia como «la de los tres pases cambiados». Era el comienzo de una larga y brillante carrera, en la que fue el torero predilecto de Madrid por excelencia.
Tomó la alternativa de su hermano Pepote en la misma plaza el 9 de abril de 1942 en una faena con Miuras. Un par de meses después, el 26 de julio de 1942, recibió en la Monumental de Barcelona durante un pase cambiado una de las cornadas más peligrosas de su carrera, que lo mantuvo más de dos meses fuera de los ruedos. Durante sus primeros años, cosechó éxitos, pero también conoció fracasos. El 18 de julio de 1944 dio la alternativa en Las Ventas al mexicano Carlos Arruza en la corrida que puso fin al boicot del miedo a los toreros mexicanos en España. La temporada siguiente fue la única que toreó en México, debutando en el Toreo de La Condesa. Con todo, se fue convirtiendo en el torero de moda, con lances como el de 1948, cuando un toro le derribó y se salvó a sí mismo con un quite desde el suelo. Fue Presidente del Montepío de toreros y organizó muchas corridas benéficas. A partir de 1952 denunció el fraude del afeitado de los toros, hecho este que le granjeó tantos amigos como enemigos. Entre 1953 y 1957 tuvo cinco temporadas gloriosas, tras las que sufrió un bache profesional. Entre las tardes buenas se cuenta la histórica corrida del 3 de julio de 1955, en la que toreó gratis a beneficio de sus compañeros toreros necesitados, y estoqueó en solitario en Madrid seis toros de Francisco Galache. En 1956 recibió la Oreja de Oro de la Asociación de la Prensa, y ese mismo año ingresó en la Orden Civil de Beneficencia y le fue impuesta la Cruz de Beneficencia por la labor altruista que desarrolló mientras presidió el Montepío de Toreros. A esas alturas de su carrera, había sufrido quince cornadas graves (quince pequeñas muertes, como le gustaba decir). En 1957 se fracturó una pierna en una lidia benéfica a favor de los damnificados por las inundaciones de Valencia, y al año siguiente, el toro Cubitoso, de Sánchez Cobaleda, lo hirió gravemente en el cuello. El 18 de mayo de 1959 toreó una de las que muchos describen como su mejor corrida. Lo hizo junto con Pepe Luis Vázquez, y Julio Aparicio. Los tres salieron a hombros. Antonio brindó su toro a Conchita Cintrón, la primera mujer torera, que definió a Bienvenida como «esencia de señorío en gestos de torero». Pero como escribe José Luis Suárez-Guanes en su biografía de Bienvenida, «esa tarde Antonio escribió la primera página de la historia de Las Ventas, de San Isidro y de su biografía».

Pases con la muleta tersa, planchada, sin ninguna arruga. Largos y suaves a la vez, profundos y armoniosos, con la transmisión al público del divino don del arte. Todo en un palmo de terreno, sin una pausa, con el toro entregado y la plaza, su plaza, a sus pies
José Luis Suárez-Guanes

En lo que se refiere a la crítica, a lo largo de su carrera recibió tanto valoraciones positivas como negativas. Y es que Antonio Bienvenida tuvo tardes buenas y tardes malas, salidas por la puerta grande e insultos desde el tendido cero. A lo largo de su carrera, Bienvenida salió por la puerta grande de la plaza de toros de Las Ventas en once ocasiones, por detrás únicamente de El Viti y Paco Camino.
En los años siguientes, realizó varias giras por América. El 25 de mayo de 1963, siendo ya una figura consagrada, le dio la alternativa a Manuel Benítez El Cordobés y en 1964, en San Sebastián de los Reyes, con un toro de Cembrano, hizo la que según muchos de los críticos fue la mejor faena de su vida. En 1966, a los cuarenta y cuatro años, anunció su retirada, y el 16 de octubre, tras lidiar seis toros, su hermano Pepe le cortó la coleta en Las Ventas ante su hermano Ángel Luis. Seguirá actuando en festivales hasta 1971, año en el que volvió a los ruedos. Su reaparición tras cuatro años tuvo lugar también en la plaza de Las Ventas, el 18 de mayo, para confirmar la alternativa del mexicano Curro Rivera. El 30 de mayo salió a hombros por decimoprimera y última vez de las Ventas tras matar a los toros de su lote y los de Andrés Vázquez, quien había resultado herido durante la lidia. El 26 de junio de 1971 actuó en la antológica corrida conmemorativa del sesquicentenario de la Batalla de Carabobo, en la Monumental de Valencia, junto a Dominguín y César Girón el día de su retirada. El 5 de octubre de 1974 se retiró definitivamente en la plaza de Vista Alegre. Quedaban a sus espaldas 775 corridas y 54 novilladas; 113 novillos y 1.628 toros estoqueados.

No fue solo un torero de época, supo estar por encima de las modas pasajeras, en una búsqueda insaciable de las esencias del toreo.
Rafael Gómez López-Egea

El 4 de octubre de 1975, aniversario de la muerte de su padre, asistió a misa en una iglesia de Colmenar Viejo. Al terminar, se dirigió con su familia a la finca de Amelia Pérez Tabernero, en El Escorial, para tentar unas vaquillas. Después de probar un par de ellas, Conocida, a la que se había dado puerta y galopaba al campo, volvió grupas, entró en la placita de tientas y embistió desprevenidamente a Bienvenida, a quien volteó aparatosamente. El incidente le provocó gravísimas lesiones en las vértebras, a consecuencia de las cuales murió en el hospital de La Paz, en Madrid, tres días después, el 7 de octubre. Tenía cincuenta y tres años. El 8 de octubre, su féretro fue portado a hombros en la plaza de Las Ventas por sus compañeros, entre otros, Ángel Peralta, Paco Camino, Curro Romero, Francisco Rivera Paquirri y Palomo Linares.

## Homenajes
La calle principal de la Feria de Sevilla lleva su nombre. En 1977 se inauguró el grupo escultórico a Antonio Bienvenida frente a Las Ventas, obra de Luis Sanguino.
Todo lo relacionado con la saga de los Bienvenida, y en particular de Antonio Bienvenida, fue donado por Don Juan Murillo de Saavedra, Vizconde de Burguillos, al Club Taurino Extremeño. El cartel de la corrida de la Beneficencia de 2022 fue un homenaje a Antonio Bienvenida. Desde 2003 el Círculo Taurino de Amigos de la Dinastía Bienvenida entrega los premios Bienvenida a los valores humanos.

## Filmografía
Participó como actor en varias películas:
- Aquel viejo molino (1946), dirigida por Ignacio Iquino y protagonizada junto a Adriano Rimoldi, Francisco Melgares y Carlos Agostí.[14]
- Tarde de toros (1956),  dirigida por Ladislao Vajda y protagonizada junto a Domingo Ortega, Félix Dafauce, Manolo Morán, María Asquerino y Pepe Isbert[15]
- La becerrada (1963), una comedia dirigida por José María Forqué y protagonizada junto a Fernando Fernán Gómez, Amparo Soler, Nuria Torray, María José Alfonso y Antonio Ordóñez.[16]
- Yo he visto la muerte (1965) protagonizada junto a Álvaro Domecq Díez, Álvaro Domecq Romero —hijo del anterior—, Andrés Vázquez y Luis Miguel Dominguín.[17]

## Vida privada
Fue el cuarto hijo del matrimonio formado por Manuel Mejías Rapela, el legendario Papa Negro, y Carmen Jiménez. Es el más célebre de seis hermanos —Manolo, Pepote, Rafael, Ángel Luis y Juanito—, todos ellos toreros. Su hermana, Carmen Pilar, es actualmente la única descendiente directa viva de Manuel Mejías Rapela.
El 15 de noviembre de 1948, contrajo matrimonio con María Luisa Gutiérrez. Tuvieron cuatro hijos. Antonio Bienvenida era hermano de la Hermandad de la Esperanza Macarena de Sevilla y miembro del Opus Dei. Se incorporó a esta última institución como miembro supernumerario en el año 1969, y siempre consideró como momentos destacados de su vida los dos encuentros que tuvo con Josemaría Escrivá de Balaguer.